# Zastruże (Stara Osuchowa)
Zastruże – przysiółek wsi Stara Osuchowa w Polsce, położony w województwie mazowieckim, w powiecie ostrowskim, w gminie Ostrów Mazowiecka.
W latach 1975–1998 przysiółek administracyjnie należał do województwa ostrołęckiego.